# Pyrocoelia atripennis
Pyrocoelia atripennis is een keversoort uit de familie glimwormen (Lampyridae). De wetenschappelijke naam van de soort werd voor het eerst geldig gepubliceerd in 1896 door Lewis.